# Josef Foerster
Josef Bohuslav Foerster (Praga, 30 dicembre 1859 – Nový Vestec, 29 maggio 1951) è stato un compositore, critico musicale e scrittore ceco.

## Biografia

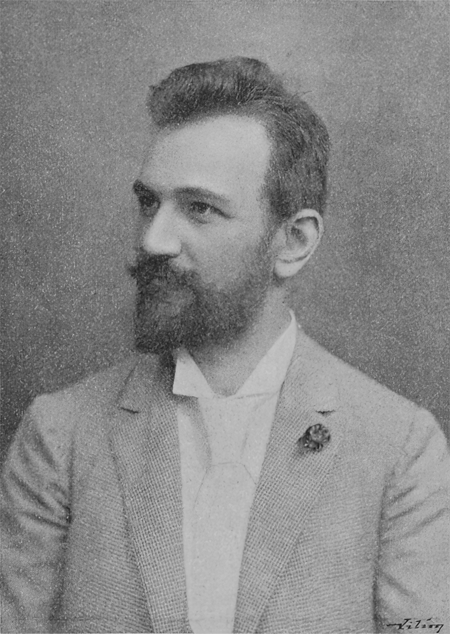
Josef Bohuslav Foerster

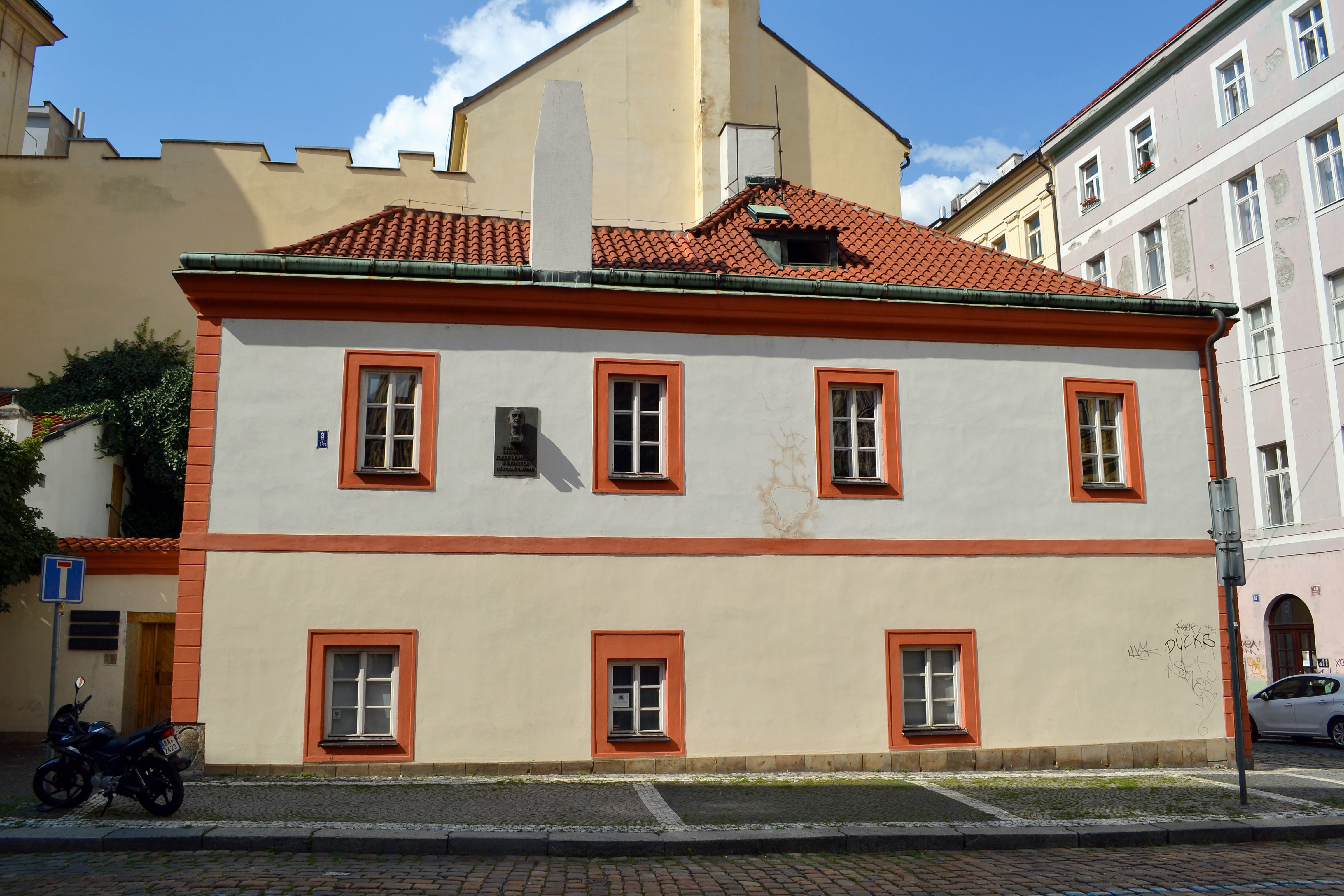
La casa di Nový Vestec dove Foerster ha trascorso la sua infanzia. La casa ha una targa commemorativa.

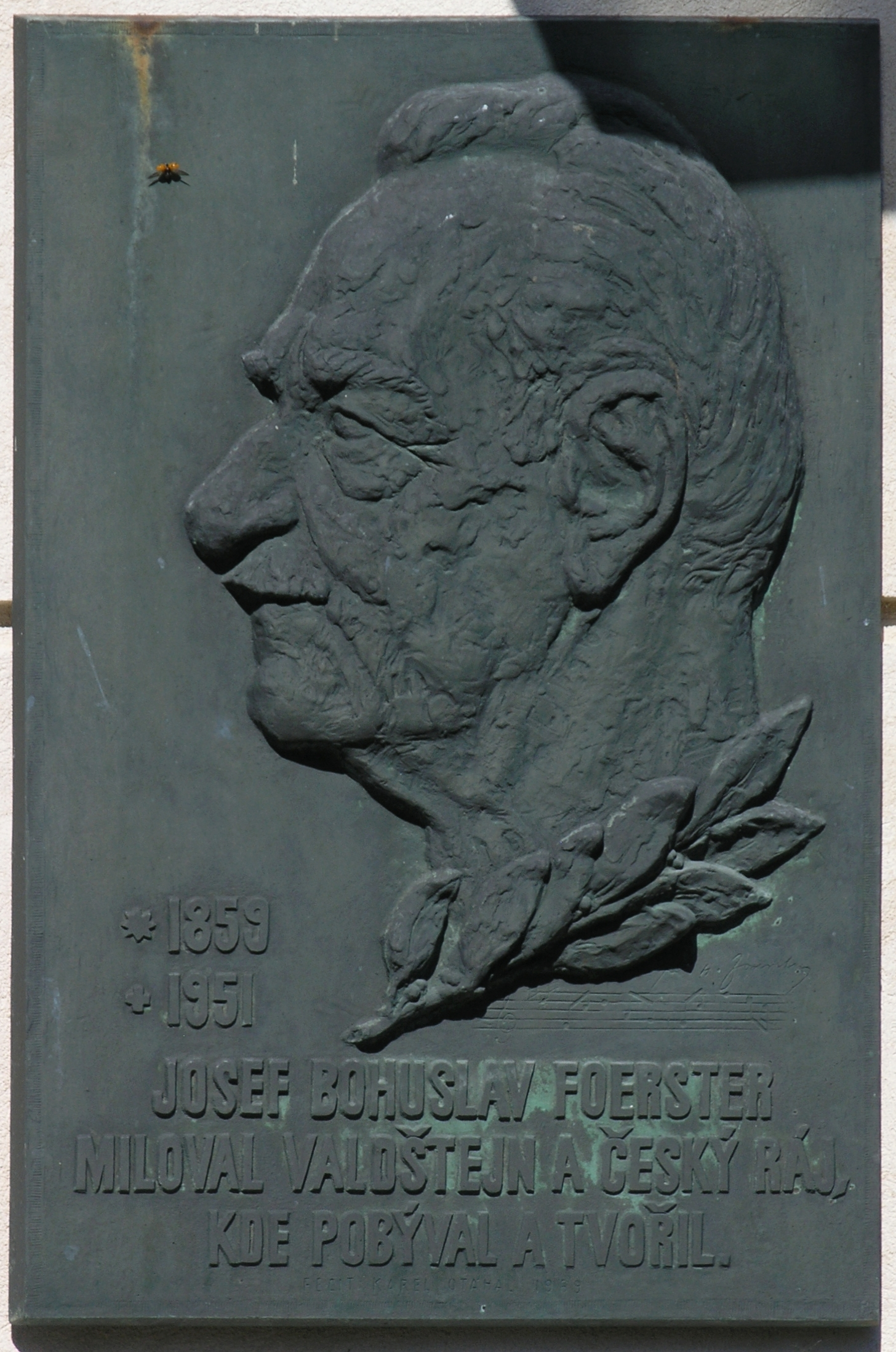
Targa commemorativa al castello di Valdštejn

Il padre, Josef Foerster (1833-1907), era una personalità importante della vita musicale di Praga. Era meglio conosciuto come il direttore della St. Vojtech, dove ha cercato di riformare la musica della chiesa nello spirito del movimento ceciliano. Ha lavorato come insegnante presso l'Istituto degli insegnanti e al Conservatorio di Praga. Come compositore, si è distinto principalmente per le composizioni sacre e per organo ed è stato membro dell'Accademia delle scienze. La madre si chiamava Marie Hladikova (1838-1878), ed il fratello minore, Viktor Foerster, fu un importante pittore e mosaicista ceco.
Josef Bohuslav fu mandato all'età di nove anni all'istituto di pianoforte di Celestine Müller; successivamente Homer gli insegnò a suonare il violoncello e Josef Cainer gli diede lezioni di organo. 
Tra il 1871 e il 1875, Foerster studiò al Ginnasio dopo di che si trasferì a Praga, dove si interessò di letteratura e di pittura. Prima di diplomarsi alla scuola secondaria Foerster rimase profondamente colpito dalla morte della sua amata madre. È probabile che questo triste evento ebbe riflessi nello stato d'animo e nel carattere delle prime opere di Foerster. Dopo la laurea (1878) iniziò i suoi studi in chimica presso una scuola tecnica tedesca, ma la sua personalità fu sempre più attratta dalla musica. 
Nell'ottobre del 1879, Foerster decise di seguire una carriera musicale, e lo stesso anno si iscrisse alla scuola di musica praghese
Dopo aver terminato gli studi, Foerster fu accolto come organista a St. Vojtěch (1882-1888), e dal 1889 al 1892 lavorò
come direttore nella Chiesa di Nostra Signora della Neve. Tra il 1884 e il 1892 si distinse come direttore musicale della National Leaf impegnandosi nella promozione delle opere del compositore Smetana. 
In quegli anni conobbe la giovane soprano emergente Berta Lauterer, si innamorò di lei ed il 1º settembre 1888 si sposarono insieme.
La sua prima composizione fu composta nel 1878, e fu dedicata alla madre. Le sue opere dal 1878 al 1893 compresero tutti i generi musicali. Sono rappresentati in modo equo, con una leggera prevalenza della musica strumentale. Della musica strumentale, ad esempio, annoveriamo il Quartetto d'archi I e II (1888, 1893), il Trio per pianoforte (1883), la Sinfonia I e II (1888, 1893). Tra le opere strumentali vocali, l'attenzione è particolarmente meritata per il suo Stabat Mater (1892) e per l'opera Deborah (1891). Si è anche dedicato a composizioni corali, di canto e di chiesa.
Nel 1893 sua moglie stipulò un contratto con il City Theater di Amburgo e dal 1º settembre ne divenne membro permanente. 
Foerster la raggiunse nel novembre di quell'anno per dedicarsi alle attività compositive, pedagogiche e giornalistiche. Collaborò con i giornali Hamburger Freie Presse e con Hamburger Nachrichten. Durante gli ultimi tre anni della sua permanenza ad Amburgo, insegnò pianoforte al Conservatorio. Ad Amburgo, incontrò Gustav Mahler, a quel tempo il principale direttore del Teatro Municipale. Da allora entrambi gli artisti strinsero una forte amicizia.
Tra i brani più importanti del periodo di Amburgo vi furono, per esempio, Canzone di autunno e di primavera (1896), Amore (1899). I capolavori, tuttavia, sorsero nel genere orchestrale, da camera, da palcoscenico o corale: la Sinfonia I (1894), la suite per orchestra Cyrano de Bergerac (1903), il Trio per pianoforte I (1894), l'opera Eva (1897), i nove cori maschili (1894-1897). 
Dopo un decennio trascorso ad Amburgo, Foerster e la moglie si trasferirono a Vienna, dove lavorò come docente all'Università di Musica e Spettacolo, e come giornalista con il Die Zeit. A Vienna, Foerster ha collaborato con la minoranza ceca e ha tenuto conferenze sulla musica. Il periodo di Vienna, in particolare il suo primo semestre, fu considerato il principale periodo creativo di Foerster.
Tra le migliori composizioni di questo periodo vi furono la Sinfonia IV, la Grande Notte (1905), il poema sinfonico La leggenda della felicità (1912), il Quartetto d'archi III (1907), il Primo Concerto per violino (1911). Tra le sue composizioni vocali-strumentali, è necessario citare l'opera Jessika (1904), la serie di canzoni Canzoni d'amore (1914), Racconto di un lungo desiderio (1910), Karel Hynek Mácha (1909).
Nel 1918 Foerster tornò a Praga, dove si dedicò alla composizione e alla didattica. Nel 1919 incominciò le sue docenze al Conservatorio di Praga e all'Università praghese.
Nel maggio del 1931 fu eletto presidente dell'Accademia delle Scienze e delle Arti, che diresse fino al marzo del 1939. All'età di ottant'anni  Foerster si ritirò a vita privata. Nel 1945 lo Stato gli conferì il titolo di Artista nazionale. Morì il 29 maggio 1951 all'età di 92 anni.
Le composizioni di Foerster possono essere descritte come "tradizionali" dato che non apportò nel corso della sua carriera innovazioni significative e il suo stile musicale si cristallizzò nel primo periodo di Amburgo e rimase per tutta la sua lunga vita creativa pressoché invariato. La sua musica si caratterizzò per una soggettività intima, per la profonda meditazione, per la dimensione spirituale, per l'influenza della poesia, soprattutto quella di J. V. Sládkov.
Ha composto sinfonie, poemi sinfonici, suites, ouverture, opere, cantate con orchestra, trii, sonate, Lieder.

## Opere principali

### Sinfonie
- Sinfonia N. 1, in re minore, Op. 9;
- Sinfonia N. 2, in fa maggiore, Op. 29;
- Sinfonia N. 3, in re maggiore, Op. 36;
- Sinfonia N. 4, in do minore, Op. 54;
- Sinfonia N. 5, in re minore, Op. 141;

### Altre per orchestra
- Cyrano de Bergerac, suite per orchestra, Op. 55;
- Slavnostní, overture (1907), Op. 70;
- Da Shakespeare, per orchestra, Op. 76;
- Ballata, per violino e orchestra, Op. 92;
- Primavera e desiderio, per orchestra, Op. 93;
- Capriccio, per flauto e orchestra, Op. 193b;
- Klekání, per coro e orchestra, Op. 151;
- In Den Bergen, per orchestra, Op. 7;

### Musica da camera
- Scherzo, per pianoforte, Op. 11;
- Quartetto d'archi, in mi maggiore, Op.15 (1888–93);
- Erotikon, per pianoforte, Op. 23;
- Cello sonata, N. 1 in fa minor, Op. 45 (1905);
- Quintetto, in re maggiore Op. 95 (1909);
- Fantasia, per violino e pianoforte, Op. 128;
- Impromptu, per organo, Op. 135;
- Nonet, Op. 147;
- Piccola suite, per due violini, Op. 183;

### Musica corale
- Te Deum Laudamus, Op. 32;
- Missa in Honorem Sc. Methodii, (1884), Op. 35;
- Missa bohemica, Op. 38;
- Stabat mater, per coro e organo, Op. 56;
- Missa in honorem sanctissimae trinitatis, (1940), Op. 170;

### Canzoni
- Lieder der sehnsucht, sei canzoni, Op. 53;

### Opera
- Eva;
- Debora, (1873), Op. 41;